# Monitor – Evaluator
Monitor - Evaluator (česky též „Rejpal“ nebo také „Monitor vyhodnocovač“) je označení pro jednu ze skupinových rolí ve třídění dle Belbina.

## Charakteristika
- je typický svou vážností, ne příliš vzrušující
- nemá příliš tvůrčích nápadů, orientuje se spíše na analýzu problémů - nemá originální nápady, spíše racionálně zvažuje, které projekty ve skupině mají smysl a které ne, které jsou uskutečnitelné a které jsou nereálné
- v podstatě je kritikem, ale nejedná se o kritiku v jejím negativním smyslu, jde o konstruktivní kritiku
- s ohledem na motivaci je nejméně motivovaným členem týmu, nemá kladné emoce jako nadšení, euforii; tyto emoce by mohly kalit jeho racionální úsudek, který mívá v týmu největší objektivitu
- má spoustu analytických vlastností - je schopen posuzovat názory a nápady ostatních, kriticky se zaobírat složitými problémy a texty
- mezi negativní vlastnosti patří netaktnost a přezíravost, popřípadě kritika týmu, která se může objevit v nepravý čas
- mezi jeho vlastnosti nepatří vroucnost, představivost a bezprostřednost
- mezi kladné vlastnosti patří poctivost, spolehlivost a přesnost v úsudku

## Základní přínosy
- vážně založený
- stratég
- má vysoké nároky
- vidí všechny možnosti
- má přesný úsudek

## Přípustné slabiny
- chybí mu hnací síla
- nemá originální nápady
- občasná přezíravost
- chybí mu vroucnost, představivost bezprostřednost
- nemá schopnost inspirovat ostatní
- netaktnost a nedostatek empatie – svou kritikou, byť objektivní ale v nepravý čas, je schopen ostatní shodit a demotivovat